# 阿吉扎·奥斯曼墓
阿吉扎·奥斯曼墓（阿拉伯语：‎），突尼斯共和国突尼斯省突尼斯老城的一座陵墓，18世纪初由突尼斯贝伊候塞因一世修建。